# Michel Bouquet
Michel Bouquet (ur. 6 listopada 1925 w Paryżu, zm. 13 kwietnia 2022 tamże) – francuski aktor filmowy i teatralny. 

## Życiorys
Laureat Europejskiej Nagrody Filmowej dla najlepszego aktora za rolę w filmie Toto bohater (1991) Jaco Van Dormaela. Zdobywca dwóch Cezarów za najlepszą rolę męską za kreacje w filmach Jak zabiłem swojego ojca (2001) Anne Fontaine i Przechodzień z Pól Marsowych (2005) Roberta Guédiguiana. W 2018 otrzymał Krzyż Wielki Orderu Narodowego Legii Honorowej.

## Filmografia
- 1947: Monsieur Vincent jako chory na gruźlicę
- 1948: Manon jako drugi
- 1968: Panna młoda w żałobie (La mariée était en noir) jako Coral
- 1973: Nie ma dymu bez ognia (Il n'y a pas de fumée sans feu) jako Morlaix
- 1985: Kurczę na kwaśno (Poulet au vinaigre) jako Hubert Lavoisier
- 1991: Toto bohater (Toto le héros) jako stary Thomas
- 1991: Wszystkie poranki świata (Tous les matins du monde) jako Lubin Baugin
- 1992: Radość życia (La joie de vivre) jako pan Charme
- 2001: Jak zabiłem swojego ojca (Comment j'ai tué mon père) jako Maurice
- 2005: Przechodzień z Pól Marsowych (Le promeneur du Champ de Mars) jako prezydent
- 2012: Renoir jako Auguste Renoir